# Джим Герлах
Джеймс «Джим» Герлах (англ. James «Jim» Gerlach; нар. 25 лютого 1955, Еллвуд Сіті, Пенсільванія) — американський політик. Представник 6-го округу Пенсільванії в Палаті представників США з 2003 по 2015. Член Республіканської партії.
Навчався у Dickinson College. Він здобув ступінь бакалавра у 1977 році, а в 1980 — доктора права. Потім він працював юристом в окрузі Честер. З 1991 по 1995 був членом Палати представників Пенсільванії, сенатор штату з 1995 по 2003.
Герлах і його дружина Карен мають трьох дітей.